# Panaji
Panaji hay Panjim (tiếng Konkan: Ponnje [pɔɳɟĩ]) là thủ phủ của bang Goa, Ấn Độ và là trung tâm của huyện Bắc Goa. Nó nằm bên cửa sông Mandovi, thuộc phân huyện (taluka) Ilhas de Goa. Với dân số vùng đô thị là 114.759, Panjim là đại đô thị lớn nhất ở Goa, hơn cả Margão và Vasco da Gama.

## Nhân khẩu
Theo điều tra dân số năm 2001 của Ấn Độ, Panaji có dân số 58.785 người. Phái nam chiếm 51% tổng số dân và phái nữ chiếm 49%. Panaji có tỷ lệ 81% biết đọc biết viết, cao hơn tỷ lệ trung bình toàn quốc là 59,5%: tỷ lệ cho phái nam là 85%, và tỷ lệ cho phái nữ là 77%. Tại Panaji, 9% dân số nhỏ hơn 6 tuổi.

## Khí hậu
| Dữ liệu khí hậu của Panaji (1971–1990)                                    | Dữ liệu khí hậu của Panaji (1971–1990) | Dữ liệu khí hậu của Panaji (1971–1990) | Dữ liệu khí hậu của Panaji (1971–1990) | Dữ liệu khí hậu của Panaji (1971–1990) | Dữ liệu khí hậu của Panaji (1971–1990) | Dữ liệu khí hậu của Panaji (1971–1990) | Dữ liệu khí hậu của Panaji (1971–1990) | Dữ liệu khí hậu của Panaji (1971–1990) | Dữ liệu khí hậu của Panaji (1971–1990) | Dữ liệu khí hậu của Panaji (1971–1990) | Dữ liệu khí hậu của Panaji (1971–1990) | Dữ liệu khí hậu của Panaji (1971–1990) | Dữ liệu khí hậu của Panaji (1971–1990) |
| Tháng                                                                     | 1                                      | 2                                      | 3                                      | 4                                      | 5                                      | 6                                      | 7                                      | 8                                      | 9                                      | 10                                     | 11                                     | 12                                     | Năm                                    |
| ------------------------------------------------------------------------- | -------------------------------------- | -------------------------------------- | -------------------------------------- | -------------------------------------- | -------------------------------------- | -------------------------------------- | -------------------------------------- | -------------------------------------- | -------------------------------------- | -------------------------------------- | -------------------------------------- | -------------------------------------- | -------------------------------------- |
| Cao kỉ lục °C (°F)                                                        | 36.6 (97.9)                            | 39.2 (102.6)                           | 39.0 (102.2)                           | 39.8 (103.6)                           | 38.6 (101.5)                           | 35.9 (96.6)                            | 32.3 (90.1)                            | 34.0 (93.2)                            | 33.2 (91.8)                            | 37.2 (99.0)                            | 37.2 (99.0)                            | 36.6 (97.9)                            | 39.8 (103.6)                           |
| Trung bình ngày tối đa °C (°F)                                            | 32.0 (89.6)                            | 31.7 (89.1)                            | 32.2 (90.0)                            | 33.1 (91.6)                            | 33.4 (92.1)                            | 30.3 (86.5)                            | 29.1 (84.4)                            | 28.7 (83.7)                            | 29.8 (85.6)                            | 31.8 (89.2)                            | 32.9 (91.2)                            | 32.7 (90.9)                            | 31.5 (88.7)                            |
| Trung bình ngày °C (°F)                                                   | 26.0 (78.8)                            | 26.3 (79.3)                            | 27.7 (81.9)                            | 29.3 (84.7)                            | 30.0 (86.0)                            | 27.6 (81.7)                            | 26.7 (80.1)                            | 26.4 (79.5)                            | 26.9 (80.4)                            | 27.9 (82.2)                            | 27.6 (81.7)                            | 26.9 (80.4)                            | 27.4 (81.3)                            |
| Tối thiểu trung bình ngày °C (°F)                                         | 19.9 (67.8)                            | 20.7 (69.3)                            | 23.2 (73.8)                            | 25.5 (77.9)                            | 26.5 (79.7)                            | 24.8 (76.6)                            | 24.3 (75.7)                            | 24.0 (75.2)                            | 24.0 (75.2)                            | 23.9 (75.0)                            | 22.2 (72.0)                            | 21.0 (69.8)                            | 23.3 (73.9)                            |
| Thấp kỉ lục °C (°F)                                                       | 14.4 (57.9)                            | 13.3 (55.9)                            | 17.5 (63.5)                            | 19.4 (66.9)                            | 20.9 (69.6)                            | 20.9 (69.6)                            | 20.5 (68.9)                            | 21.7 (71.1)                            | 21.0 (69.8)                            | 20.0 (68.0)                            | 15.3 (59.5)                            | 15.7 (60.3)                            | 13.3 (55.9)                            |
| Lượng Giáng thủy trung bình mm (inches)                                   | 0 (0)                                  | 0 (0)                                  | 1 (0.0)                                | 5 (0.2)                                | 56 (2.2)                               | 861 (33.9)                             | 853 (33.6)                             | 622 (24.5)                             | 237 (9.3)                              | 111 (4.4)                              | 35 (1.4)                               | 2 (0.1)                                | 2.813 (110.7)                          |
| Số ngày mưa trung bình (≥ 1.0 mm)                                         | 0.0                                    | 0.1                                    | 0.1                                    | 0.6                                    | 3.8                                    | 24.0                                   | 28.2                                   | 27.2                                   | 14.9                                   | 6.6                                    | 3.5                                    | 0.3                                    | 109.3                                  |
| Độ ẩm tương đối trung bình (%)                                            | 67                                     | 69                                     | 71                                     | 71                                     | 71                                     | 85                                     | 88                                     | 89                                     | 86                                     | 80                                     | 70                                     | 64                                     | 76                                     |
| Số giờ nắng trung bình tháng                                              | 311.8                                  | 290.2                                  | 291.0                                  | 289.0                                  | 296.5                                  | 125.1                                  | 105.7                                  | 122.1                                  | 177.1                                  | 247.7                                  | 272.6                                  | 299.3                                  | 2.828,1                                |
| Nguồn 1: NOAA                                                             |                                        |                                        |                                        |                                        |                                        |                                        |                                        |                                        |                                        |                                        |                                        |                                        |                                        |
| Nguồn 2: India Meteorological Department (record high and low up to 2010) |                                        |                                        |                                        |                                        |                                        |                                        |                                        |                                        |                                        |                                        |                                        |                                        |                                        |